# John Murray (hokeista)
John Murray (ur. 4 lipca 1987 w Lancaster, Pensylwania) – amerykański i polski hokeista, reprezentant Polski.

## Kariera
- Youngstown Phantoms (2003-2004)
- Sioux Falls Stampede (2004-2006)
- Kitchener Rangers (2006-2007)
- Kingston Frontenacs (2007-2008)
- Reading Royals (2008)
- Ontario Reign (2008-2009)
- Mississippi Sea Wolves (2009)
- Syracuse Crunch (2009)
- Victoria Salmon Kings (2009)
- Johnstown Chiefs (2009-2010)
- Manitoba Moose (2010)
- HK Partizan Belgrad (2010-2011)
- Rio Grande Valley Killer Bees (2011-2012)
- Grand Rapids Griffins (2012)
- Quad City Mallards (2012-2013)
- Ciarko PBS Bank KH Sanok (2013-2014)
- Orlik Opole (2014-2015)
- Kułagier Pietropawłowsk (2015-2016)
- Orlik Opole (2016-2017)
- GKS Tychy (2017-2021)
- GKS Katowice (2021-2025)

W swojej karierze występował w klubach lig NAHL, USHL, OHL / CHL, ECHL, CHL, AHL. W sezonie 2010/2011 grał w Serbii w zespole Partizana Belgrad. Od czerwca 2013 do kwietnia 2014 był zawodnikiem Ciarko PBS Bank KH Sanok w rozgrywkach PHL. Zyskał wówczas przydomek Jasiek Murarz. Od września 2014 był bramkarzem Orlika Opole. Od lipca 2015 był związany kontraktem z kazachskim klubem Kułagier Pietropawłowsk przystępującego wówczas do rozgrywek Wysszaja Liga. Od czerwca 2016 ponownie był zawodnikiem Orlika Opole. Od maja 2017 zawodnik GKS Tychy. Z końcem kwietnia 2021 odszedł z klubu. W czerwcu 2021 ogłoszono jego transfer do GKS Katowice. Na początku lipca 2025 poinformowano o jego odejściu z tej drużyny.
Podczas pobytu w Polsce w 2016 ożenił się z Polką (Kamilą), po czym podjął starania o przyznanie polskiego obywatelstwa oraz prawo gry w reprezentacji Polski po co najmniej dwuletnim okresie gry w lidze polskiej. W październiku 2016 został powołany przez selekcjonera Jacka Płachtę na zgrupowanie seniorskiej kadry Polski. 6 listopada 2016 zadebiutował w seniorskiej reprezentacji Polski w meczu towarzyskim przeciw Włochom podczas turnieju z cyklu EIHC. Do marca 2016 nie otrzymał jednak obywatelstwa polskiego, uprawniającego do występów w turnieju rangi mistrzostw świata. Na początku kwietnia 2018 otrzymał oficjalnie polski paszport. 22 kwietnia 2018 meczem przeciw Włochom (1:3) zadebiutował w kadrze Polski w spotkaniu rangi mistrzowskiej. W barwach Polski uczestniczył w turniejach mistrzostw świata edycji 2018 (Dywizja IA), 2019, 2022 (Dywizja IB), 2023 (Dywizja IA), 2024 (Elita) oraz kwalifikacjach do zimowych igrzysk olimpijskich 2022 (Grupa H).

## Sukcesy
Reprezentacyjne

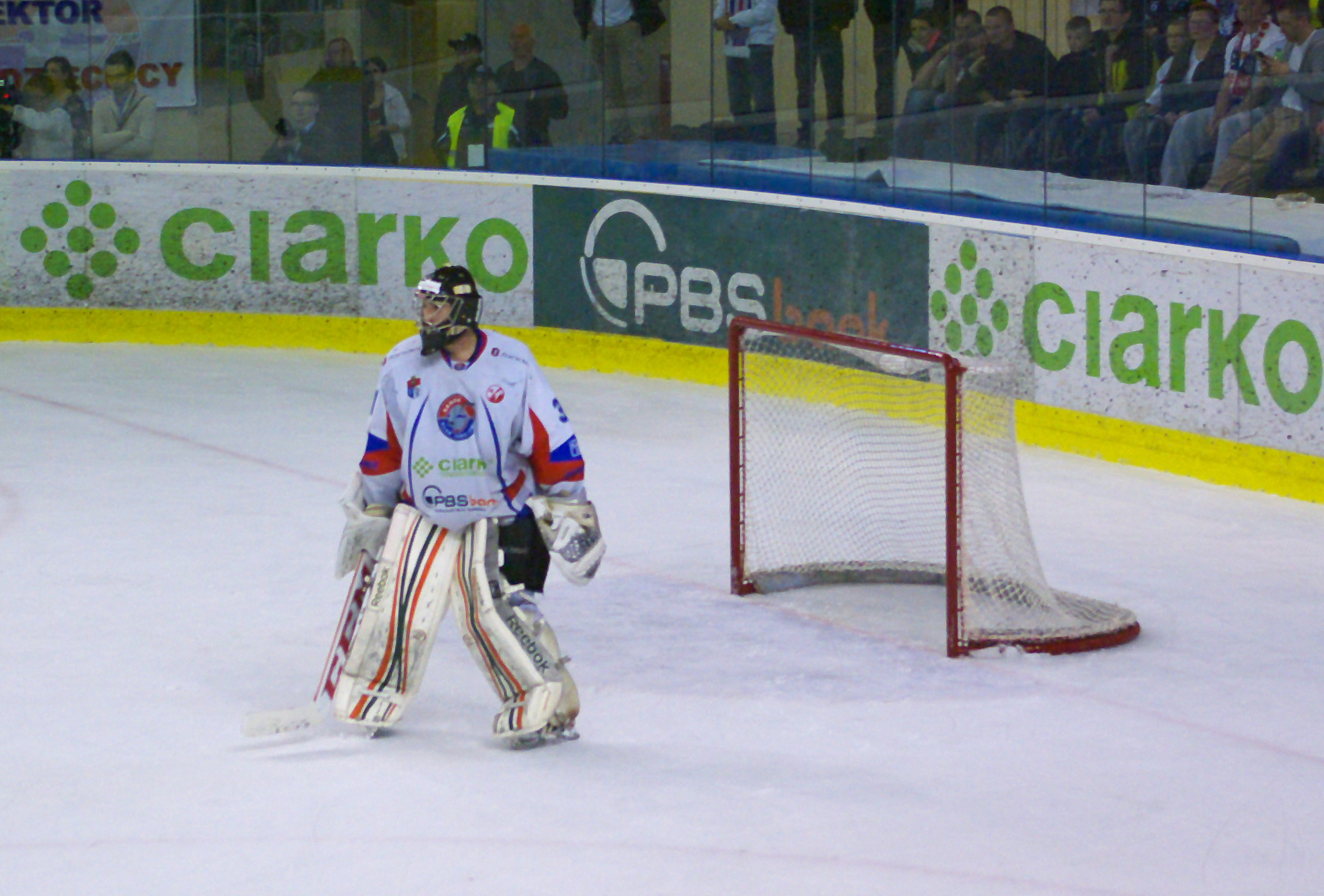
John Murray w barwach Ciarko PBS Bank KH Sanok (2014)

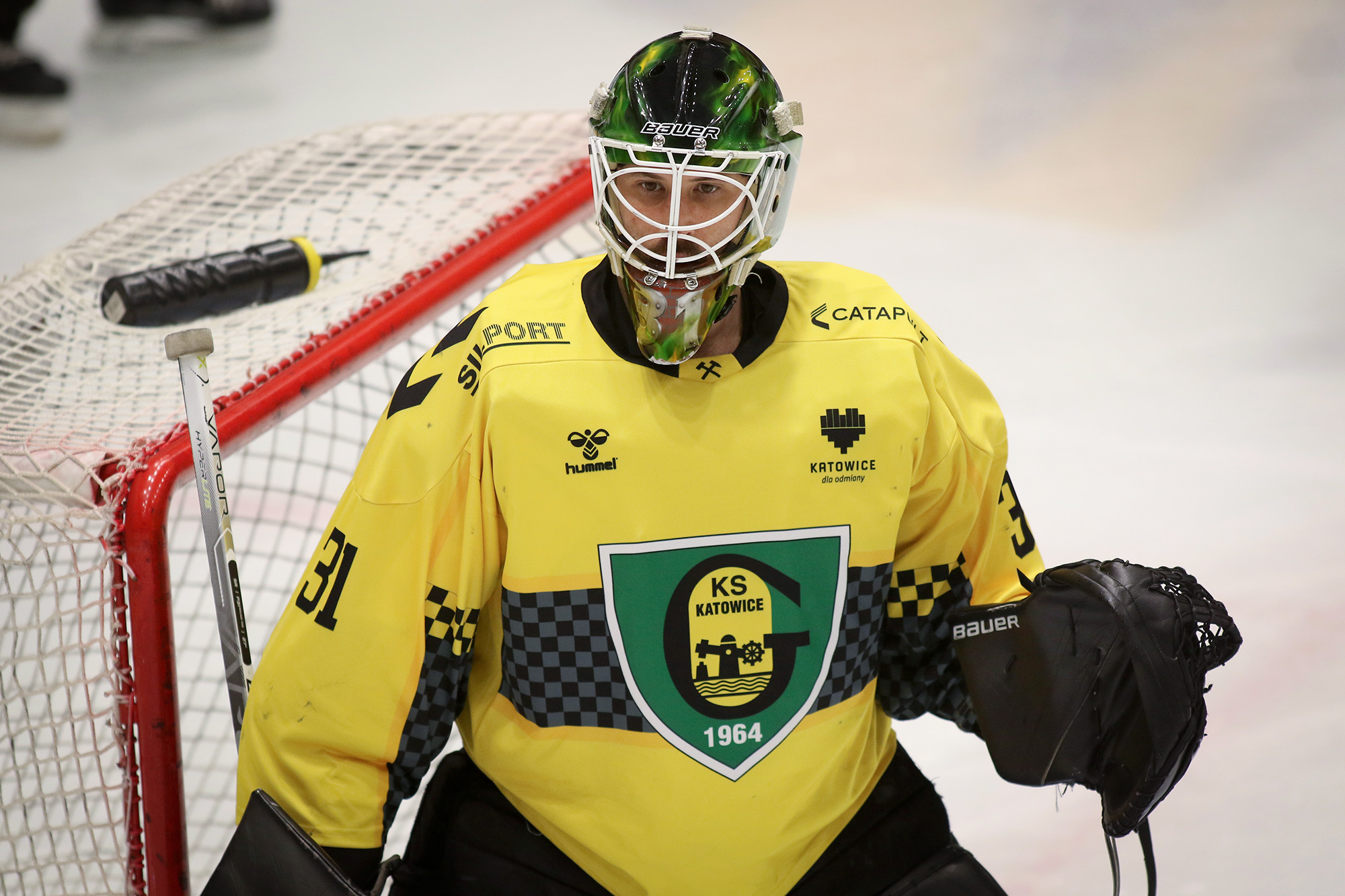
John Murray w barwach GKS Katowice (2022)

- Awans do mistrzostw świata I Dywizji Grupy A: 2022
- Awans do mistrzostw świata Elity: 2023

Klubowe
- Złoty medal mistrzostw Serbii: 2011 z Partizanem Belgrad
- Złoty medal Slohokej Liga: 2011 z Partizanem Belgrad
- Finał Pucharu Polski: 2013 z Ciarko PBS Bank KH Sanok
- Złoty medal mistrzostw Polski: 2014 z Ciarko PBS Bank KH Sanok, 2018, 2019, 2020[22] z GKS Tychy, 2022, 2023 z GKS Katowice
- Brązowy medal mistrzostw Kazachstanu: 2016 z Kułagierem Pietropawłowsk
- Finał Superpucharu Polski: 2017 z GKS Tychy
- Puchar Polski: 2017 z GKS Tychy
- Superpuchar Polski: 2018, 2019 z GKS Tychy, 2022 z GKS Katowice
- Brązowy medal mistrzostw Polski: 2021 z GKS Tychy
- Srebrny medal mistrzostw Polski: 2024, 2025 z GKS Katowice

Indywidualne
- USHL 2005/2006:
  - Najlepszy bramkarz miesiąca – styczeń 2006
  - Mecz gwiazd
  - Drugi skład gwiazd
- OHL / CHL 2006/2007:
  - Mecz gwiazd OHL
  - Jim Malleck Memorial Trophy – Najbardziej Wartościowy Zawodnik (MVP) klubu Kitchener Rangers
- ECHL 2008/2009:
  - Mecz gwiazd
- Slohokej Liga 2010/2011:
  - Pierwsze miejsce w klasyfikacji średniej goli straconych na mecz: 1,98
  - Najlepszy bramkarz
- Polska Hokej Liga (2014/2015):
  - Piąte miejsce w klasyfikacji skuteczności interwencji w sezonie zasadniczym: 91,9%
- Turniej kwalifikacyjny do zimowych igrzysk olimpijskich 2022 – Grupa H:
  - 51 obronionych strzałów w decydującym meczu Polska – Kazachstan 3:2 (9 lutego 2020)[23]
  - Najlepszy zawodnik reprezentacji Polski w meczu Polska – Kazachstan (3:2)[24]
  - Pierwsze miejsce w klasyfikacji skuteczności interwencji: 96,05%[25]
  - Pierwsze miejsce w klasyfikacji średniej obronionych strzałów: 1,13
  - Najlepszy bramkarz turnieju[26]
- Turniej kwalifikacyjny do zimowych igrzysk olimpijskich 2022 – Grupa D:
  - 46 obronionych strzałów w meczu: Polska – Białoruś 1:0 (26 sierpnia 2021) i najlepszy zawodnik reprezentacji w tym spotkaniu[27][28]
  - 43 obronione strzały w meczu: Polska – Słowacja 1:5 (27 sierpnia 2021)[29][30]
  - Pierwsze miejsce w klasyfikacji liczby obron w turnieju: 115 w trzech meczach[31]
- Mistrzostwa Świata w Hokeju na Lodzie 2022 (I Dywizja)#Grupa B[32]:
  - Drugie miejsce w klasyfikacji skuteczności interwencji: 97,78%
  - Drugie miejsce w klasyfikacji średniej obronionych strzałów: 0,65
  - Pierwsze miejsce w klasyfikacji liczby meczów bez straty gola: 2
  - Najlepszy bramkarz turnieju[33]
- Mistrzostwa Świata w Hokeju na Lodzie 2023 (I Dywizja)#Grupa A[34]::
  - Drugie miejsce w klasyfikacji skuteczności interwencji: 93,14%
  - Drugie miejsce w klasyfikacji średniej obronionych strzałów: 1,73
  - Drugie miejsce w klasyfikacji liczby meczów bez straty gola: 2